# Oscar de Besche
Oscar de Besche, född 1846, död 1909, var en norsk tidningsägare. Han var son till Johan Gerhard de Besche och far till Arent de Besche.
Oscar de Besche avbröt påbörjade universitetsstudier för att efter faderns död 1875 tillsammans med brodern Jean de Besche överta utgivningen av "Morgenbladet". Vid broderns död 1883 blev han dess ensamägare och var dess chef intill 1902, då han sålde förlagsrätten och tidningens fasta egendom till A/S Morgenbladet. 